# Kreuzhof (Regensburg)

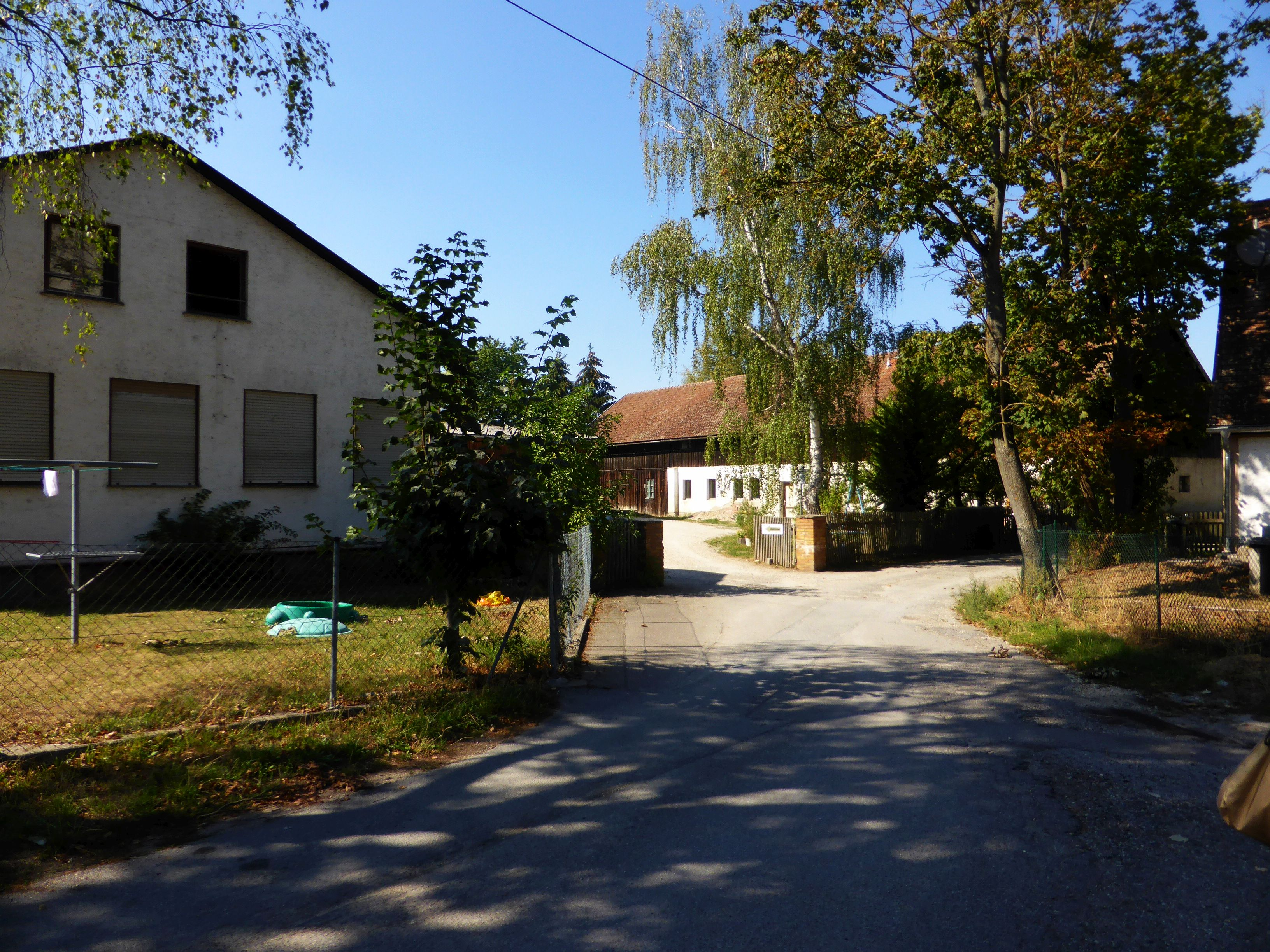
Kreuzhof (heute)

Kreuzhof ist ein amtlich benannter Gemeindeteil der kreisfreien Stadt Regensburg auf der Gemarkung Irl.

## Geographie
Der Weiler liegt am Südufer der Donau östlich von Regensburg. Er wurde am 1. Januar 1978 im Zuge der Gemeindegebietsreform von Barbing in das Stadtgebiet Regensburg umgegliedert.  Er gehört zum Ostenviertel, dem Stadtbezirk 10 von Regensburg. 

## Geschichte
Der Name des Weilers geht auf das Regensburger Nonnenkloster Heilig Kreuz zurück, das hier von 1278 an bis in das 19. Jahrhundert hinein Ländereien und einen Gutshof besaß.
Schon im 5. Jahrtausend v. Chr. war das Kreuzhof-Areal besiedelt; es fanden sich Spuren und Funde aus der Jungsteinzeit, Urnenfelderzeit und Hallstattzeit. 
Seit dem 1. Jahrhundert v. Chr. scheint das Gelände aufgrund besserer klimatischer Bedingungen weitgehend trocken gewesen zu sein. Ein eingetieftes keltisches Grubenhaus und die Kreuzung der ehemaligen Wasserrinne durch eine Römerstraße belegen dies. Diese zweigte westlich vom Kreuzhof nach Südosten ab. Entlang der Straubinger Straße dürfte damals eine kleine römische Siedlung bzw. eine Villa rustica gestanden haben. Sie diente wahrscheinlich der Versorgung des 179 n. Chr. errichteten Legionslagers Castra Regina, aus dem die Stadt Regensburg hervorging. Ihre Reste fielen dem Bau des Hafenbeckens zum Opfer, desgleichen ein römisches Brandgräberfeld. 
Im Frühmittelalter (7. Jahrhundert) entstand unmittelbar neben der heutigen Kreuzhofkapelle ein stattlicher Gutshof. Die nachweisbaren Pfostenlöcher erbrachten den Befund eines Mehrseit-Hofes mit mehreren Nebengebäuden. Westlich davon lag der Friedhof, in dessen Mitte wiederum eine kleine Holzkirche lag, die in ihren Dimensionen von 14 × 7,5 m identisch ist mit einer frühmittelalterlichen Holzkirche in Staubing bei Weltenburg (Landkreis Kelheim). Die Kirche besaß einen quadratischen Rechteckchor von 4 × 4 m. Im Gräberfeld fand sich auch ein 29 cm hohes Kalksteingefäß, das wohl als Weihwasserbehälter oder Reliquienschrein benutzt wurde. Wie lange diese erste Holzkirche Bestand hatte, ist ungewiss. Jedenfalls deuten die Funde auf eine relativ kontinuierliche Besiedlung des Kreuzhofs hin, die möglicherweise erst durch die weitgehende Zerstörung des Ortes im Dreißigjährigen Krieg einen schwerwiegenden Einschnitt erfuhr.
Kreuzhof gehörte verwaltungstechnisch zum Pflegamt Barbing des Hochstifts Regensburg. Mit dem Reichsdeputationshauptschluss von 1803 wurde das Hochstift aufgelöst; der Ort fiel zunächst an das Fürstentum Regensburg Karl Theodor von Dalbergs und nur sieben Jahre später, 1810, an Bayern. 1818 kam der Ort mit dem bayerischen Gemeindeedikt zur „Ruralgemeinde“ Barbing. Kreuzhof wurde mit Irl und Irlmauth  am 1. Januar 1978 von der Gemeinde Barbing zur Stadt Regensburg umgegliedert.

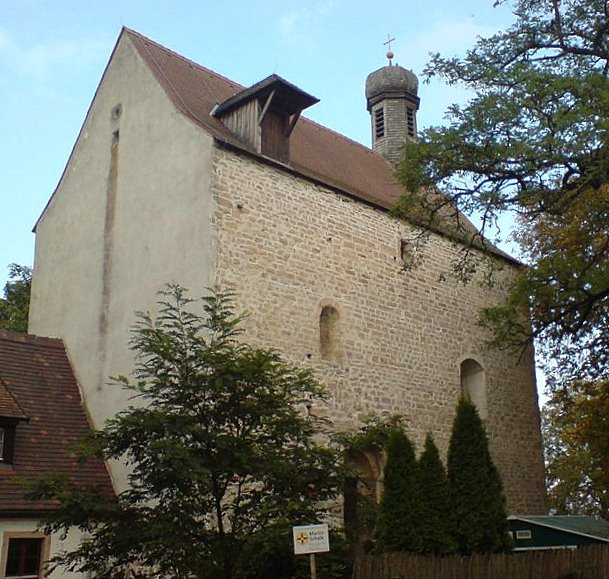
Kreuzhofkapelle

## Kreuzhofkapelle
Das älteste noch erhaltene Gebäude des kleinen Orts ist die romanische Kreuzhofkapelle. Sie stammt aus dem 12. Jahrhundert und dürfte ursprünglich Bestandteil des Guts gewesen sein, das später in den Besitz der Dominikanerinnen von Heilig Kreuz überging. Sie war St. Ägidius geweiht, ist aber profaniert worden und kann trotz ihrer großen historischen Bedeutung nur in Ausnahmefällen besichtigt werden.
Der Überlieferung zufolge war der Kreuzhof sowohl 1147 unter dem römisch-deutschen König Konrad III. als auch 1189 unter Kaiser Friedrich I. Barbarossa Ausgangspunkt von Kreuzzügen. Unter Barbarossa versammelte sich hier das vermutlich größte Kontingent, das jemals ein einzelner Fürst zu einem Kreuzzug beisteuerte, um die Donau abwärts ins Heilige Land zu ziehen. 
Des Weiteren soll in der Kreuzhofkapelle am 8. September 1156 von Kaiser Friedrich Barbarossa im Rahmen eines Hoftages der Streit zwischen dem Welfen Heinrich dem Löwen und dem Babenberger Heinrich Jasomirgott um das Herzogtum Bayern geschlichtet worden sein. Dabei wurde die ursprünglich bayerische Ostmark vom bayerischen Kernland abgespalten und zu einem eigenständigen Herzogtum unter der Herrschaft Jasomirgotts erhoben. Der Kreuzhof kann daher als Geburtsstätte des Herzogtums Österreich betrachtet werden, aus dem sich das spätere Kaiserreich und auch die heutige Republik entwickelte.